# 双龙镇 (达州市)
双龙镇，是中华人民共和国四川省达州市通川区下辖的一个乡镇级行政单位。2019年12月，撤销檬双乡、龙滩乡和新村乡，将原檬双乡、原龙滩乡和原新村乡绿萌社区、染河村、长河村、封口村、曾家沟村所属行政区域划归双龙镇管辖。

## 行政区划
双龙镇下辖以下地区：
平桥社区、双丰村、重石村、石门村、茶店村、硐庙村、石马村、骑龙村和峨嵋村。